# Heteralonia porrectella
Heteralonia porrectella är en tvåvingeart som först beskrevs av Hesse 1956.  Heteralonia porrectella ingår i släktet Heteralonia och familjen svävflugor. Inga underarter finns listade i Catalogue of Life.